# Alunogen
Alunogen (iz latinskega alum – grenka sol, galun in grškega γεννώ [gennó] – ustvariti) je  vlaknat do igličast aluminijev sulfatni mineral s formulo Al2(SO4)3•17H2O.  Čist mineral je brezbarven ali bel, zaradi nečistoč in zamenjave aluminija z železom pa je pogosto obarvan. 
Kot sekundarni mineral se pogosto pojavlja na stenah rudnikov in kamnolomov. Najde se tudi v oksidacijskih conah nekaterih rudišč in na gorečih deponijah premoga, kjer nastaja na primer s hidriranjem miloševičita. V fumarolah nastaja kot nizkotemperaturni depozit. Spremljajoči minerali so pirit, markazit, halotrihit, pikeringit, epsomit, kalijev galun, melanterit in sadra.
Njegova kristalokemijska formula se lahko zapiše tudi kot [Al(H2O)6]2(SO4)3.5H2O. Iz formule je razvidno, da je del vode vezan kompleksno kot ligand, del vode pa kot kristalna voda z ohlapno vezjo. Slednja se zlahka odcepi že med nežnim mletjem minerala. 